# برنامه صبحگاهی

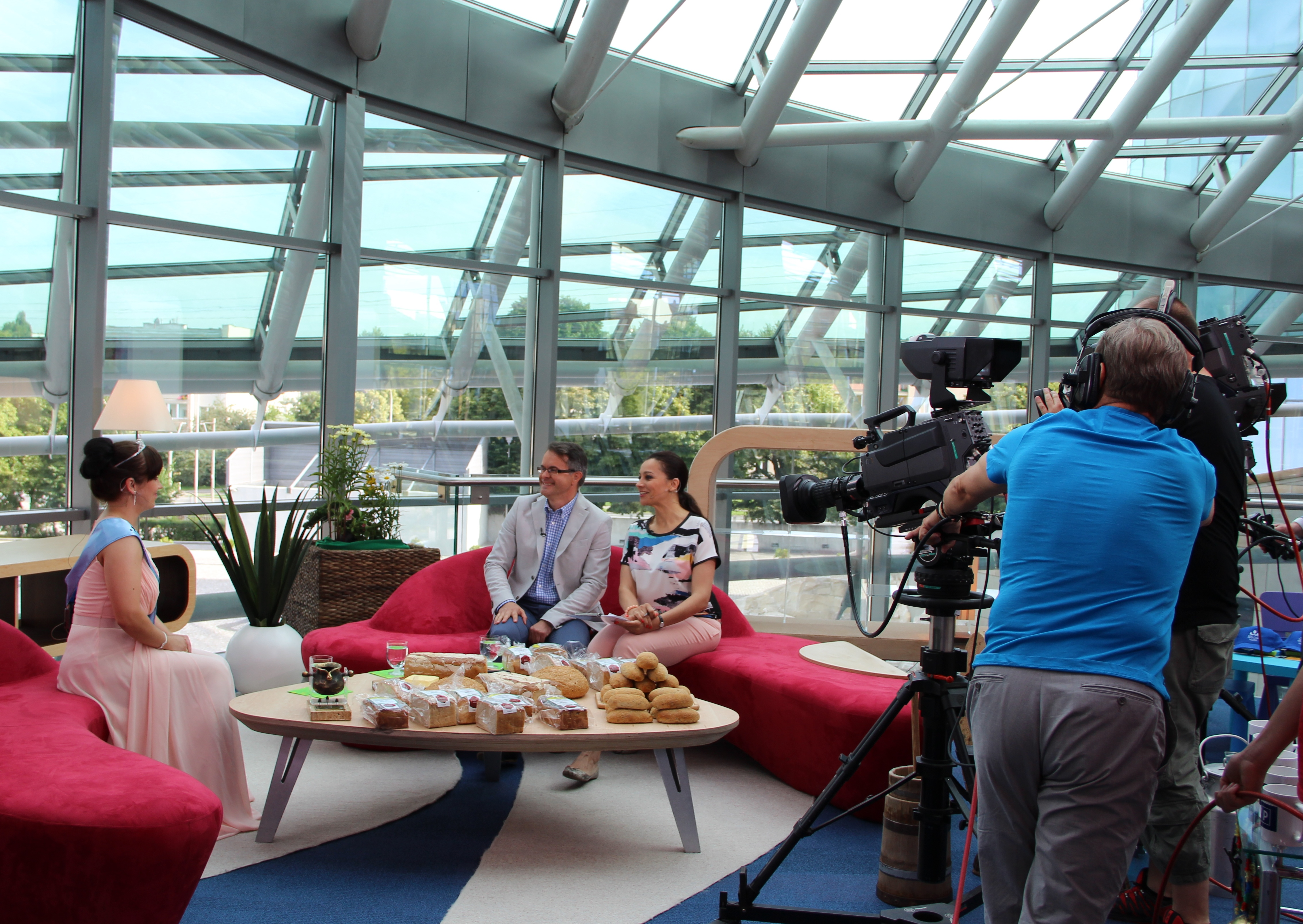
برنامه صبحگاهی لهستان

برنامه صبحگاهی (به انگلیسی: Breakfast television یا Morning show) نوعی برنامهٔ تلویزیونی است که صبح‌ها به طور زنده پخش می‌شود (معمولاً بین ۶:۰۰ تا ۱۰:۰۰ صبح). این نوع برنامه‌ها معمولاً به میزبانی گروه کوچکی از مجریان مرد و زن ارائه می‌شوند و مخاطبینشان نیز افرادی با سن و سال مختلف‌اند که برای رفتن به مدرسه یا سر کار آماده می‌شوند یا والدین و بزرگسالانی که در خانه می‌مانند.
اولین برنامهٔ تلویزیونی صبحگاهی در جهان، تودی بود برای اولین بار ۱۴ ژانویهٔ ۱۹۵۲ در شبکهٔ ان‌بی‌سی آمریکا پخش شد. با گذشت بیش از ۶۰ سال، تودی همچنان پرمخاطب‌ترین برنامه صبحگاهی در جهان است.